# Пашканг, Константин Васильевич
Константин Васильевич Пашканг (16 июля 1928 — 1998, Москва) — советский и российский физикогеограф, педагог-методист, кандидат географических наук (1955), профессор (1978).

## Биография
Родился в Москве. В 1951 году окончил Московский государственный педагогический институт им. В. И. Ленина. Там же обучался в аспирантуре, которую окончил в 1954. С 1955 — кандидат географических наук.
С 1954 на протяжении многих лет преподавал на географическом факультете МГПИ им. В. И. Ленина.
С 1964 — доцент; в 1965—1969 — декан географического факультета; в 1969—1981 — проректор по учебной работе; с 1981 — зав. кафедрой физической географии.
Автор и соавтор более 200 научных работ, в том числе 25 монографий и научных пособий по вопросам прикладного ландшафтоведения, физико-географического районирования и методике преподавания географии в высшей и средней школе. Его «Практикум по общему землеведению» неоднократно переиздавался в течение почти сорока лет. Внёс большой вклад в изучение географии Калужской области.

## Основные работы

### Учебные пособия
- Практикум по общему землеведению: Для пед. ин-тов СССР. — М.: Высш. шк., 1962. — 160 с. (Изд. 2-е. — М.: Высш. шк., 1970. — 224 с.; Изд. 3-е, перераб. и доп. — М.: Высш. шк., 1982. — 224 с.; Изд. 4-е, перераб. и доп. — Смоленск: Изд-во СГУ, 1996. — 208 с. — ISBN 5-88984-003-7.).
- Охрана и преобразование природы : Учеб. пособие для студентов географ. спец. пед. ин-тов. — М. : Просвещение, 1979. — 240 с. (в соавт. с Н. Н. Родзевичем. 2-е изд., перераб. — М.: Просвещение, 1986. — 287, [1] с.).
- Комплексная полевая практика по физической географии : Учебное пособие для географ, спец. вузов / Под ред. К. В.Пашканга. — 2‑е изд. М.: Высш. шк., 1986. — 208 с. (в соавт. с И. В. Васильевой, Н. А. Лапкиной и др.).
- Физическая география: учеб. 2‑е изд., перераб. и доп. — М.: Высш. шк., 1995. — 304 с.
- Неповторимый лик Земли: (Учеб. пособие) / Смол. гуманитар. ун-т. — Смоленск: Изд-во СГУ, 1997. — 400 с.
- Практикум по общему землеведению: (Для студентов пед. ин-тов по географ. спец.). — М.: Универсум, 2000. — ISBN 5-88984-019-3.
- Естествознание: Землеведение и краеведение (в соавт. с С. Г. Любушкиной). — М.: Владос, 2002. — 456 с. — (Учебное пособие для вузов). — 10 000 экз. — ISBN 5-691-00946-X.

### Статьи
- Мещовское ополье // Вестн. Моск. ун-та. Сер. геогр. — 1961. — № 3.
- Ландшафтные исследования для целей промышленного садоводства // Ландшафтный сборник. — М., 1970. — С. 305—325. (в соавт. с О. Н. Лятковским и Н. А. Лапкиной).
- Ландшафтные исследования для целей мелиорации земель // Ландшафтоведение. — М., 1972. — С. 88—95. (в соавт. с С. Г. Любушкиной и Н. Н. Родзевичем).
- Типологии пойм рек Калужской области на ландшафтно-географической основе // Ландшафтный сборник. — М., 1972. — С. 138—158. (в соавт. с С. Г. Любушкиной и Н. Н. Родзевичем).
- Изучение водного режима почв для целей мелиорации на основе ландшафтного метода // Вопр. географии. — М., 1976. — № 102. (в соавт. с В. А. Шкаликовым).
- Опыт проведения экскурсий по физической географии во внеклассной работе // География в школе. — 1976. — № 1. — С. 61—64. (в соавт. с М. А. Никоновой).
- Краеведческое изучение природы своей местности // География в школе. — 1977. — № 6. — С. 57—60. (в соавт. с М. А. Никоновой).
- Изучение природных комплексов в средней школе // География в школе. — 1981. — № 6. — С. 25—29. (в соавт. с М. А. Никоновой).
- Стационарное изучение природных территориальных комплексов для целей мелиорации земель // Вопр. географии. — М., 1982. — № 121. (в соавт. с В. А. Шкаликовым).
- Значение ландшафтных исследований для организации рационального природопользования // Вопр. географии. — М., 1982. — № 121. — С. 81—91. (в соавт. с С. Г. Любушкиной, Т. Ю. Притулой, Э. М. Раковской и Н. Н. Родзевичем).
- Подготовка учителей географии в педвузах России // География в школе. — 1993. — № 2. — С. 42—43.

### Научно-популярные издания
- Природы рачительный хозяин / Под ред К. В. Пашканга. — Тула : Приок. кн. изд-во, 1979. — 161 с. : ил. — 7000 экз. (в соавт. с В. П. Емельянцевым, Н. Н. Родзевичем и др.).